# جوديث دوبونت
جوديث دوبونت (بالفرنسية: Judith Dupont)‏ هي مترجمة فرنسية، ولدت في 22 سبتمبر 1925 في بودابست في المجر.